# 田中千景
田中 千景（たなか ちかげ、現在の本姓は北村、1973年6月23日 - ）は、長野県出身の女子ショートトラックスピードスケート選手。1998年長野オリンピック、2002年ソルトレークシティオリンピック、2006年トリノオリンピックの日本代表。東京女子体育大学卒業。

## 経歴
長野県茅野市出身、兄の影響で3歳からスケートを始めた。当初はスピードスケート選手として活躍し、茅野市立東部中学校2年のとき、全国中学校大会1,000mで3位となった。
長野県岡谷東高等学校時代は、1年のとき、国民体育大会冬季大会1,000mで3位、2年のとき、国体500m、1,000mでそれぞれ3位、3年のとき、インターハイ500mで7位、国体500mで3位という成績を残した。
東京女子体育大学進学後に自分の体格に適したショートトラックに転向、以後、国内、海外の各種大会においてショートトラック選手として活躍をした。2002年のソルトレークシティオリンピック後、一度は競技生活から離れたが、2004年に請われて復帰、トリノオリンピックの代表となった。現在は引退し、長野県立高校で女子バレーボール部の顧問をしながら体育科教諭として活躍していて、生徒に人気がある。2006年、結婚。現在は、一児の母である。

## 選手像
田中は、トリノオリンピックまでは500m、1000m、1500m、3000m、3,000mリレーの全種目について日本記録を保持する国内無敵の選手であったことは特筆に価する。
ソルトレークシティオリンピック3,000mリレーの上位入賞の蔭には、最後の2周のアンカーとスタートダッシュを要求される第一走者の1周目を田中が務めることによって、日本チーム独特の布陣を敷いたことが貢献したと言われている。
現在ショートトラックで活躍している酒井裕唯、飯塚容子両選手は田中が岡谷東高等学校時代の教え子でもある。

## 主な戦績
- 1998年 長野オリンピック 3,000mリレー 4位
- 1999年 WC杯ソルトレイクシティ大会 500m 3位
- 2000年 WC杯野辺山大会 3,000m 3位
- 2001年 WC杯カルガリー大会 500m 3位
- 2001年 WC杯カルガリー大会 1,500m 3位
- 2001年 全日本ショートトラック選手権大会女子総合優勝（3連覇）
- 2002年 ソルトレークシティオリンピック 1,000m 7位
- 2002年 ソルトレークシティオリンピック 500m 7位
- 2002年 ソルトレークシティオリンピック 3,000mリレー 4位